# Kjell Magnell
Kjell Jakob Tryggve Magnell, född den 12 juni 1896 i Borås, död den 13 augusti 1985 i Täby, var en svensk militär. Han var son till Carl Jacob Magnell.
Magnell blev fänrik vid fortifikationen 1917,  löjtnant där 1920 och kapten där 1932. Han genomgick Artilleri- och ingenjörhögskolans högre kurs 1924 och bedrev specialstudier vid Kungliga tekniska högskolan 1920–1922 och 1925–1926. Magnell var lärare vid Artilleri- och ingenjörhögskolan 1932–1937, chef för marinförvaltningens fortifikationsavdelning 1939–1941, för arméns fortifikationsstyrelses befästningsbyrå 1941–1944 och för flygförvaltningens byggnadsavdelning 1944–1948. Han blev adjutant hos kronprinsen 1936 och överadjutant hos denne som kung 1950. Magnell befordrades till major vid ingenjörtrupperna 1937, till överstelöjtnant vid fortifikationskåren 1941,  till överste där 1944 och till generalmajor 1956. Han var chef för fortikationskåren och fortifikationsförvaltningens befästningsbyrå samt inspektör över rikets befästningar 1948–1956. Magnell var redaktör för Tidskrift i fortifikation 1932–1938. Han invaldes som ledamot av Krigsvetenskapsakademien 1943. Magnell blev riddare av Svärdsorden 1938, av Vasaorden 1941, av Nordstjärneorden 1946 och av Carl XIII:s orden 1953 samt kommendör av andra klassen av Svärdsorden 1948 och kommendör av första klassen 1950. Han vilar på Djursholms begravningsplats.